# Ulica 1905 Goda
Ulica 1905 Goda (ros. Улица 1905 года – Ulica 1905 Roku) – stacja moskiewskiego metra linii Tagańsko-Krasnopriesnieńskiej (kod 121). Stację nazwano od pobliskiej ulicy nazwanej tak na pamiątkę rewolucji w 1905 roku i zbrojnego powstania w Moskwie w grudniu tego roku, jakie rozgrywało się w okolicach miejsca, gdzie wzniesiono stację. Wyjścia prowadzą na ulice 1905 roku, Priesnenskij Wał i Krasnaja Priesnia, jeden z westybuli znajduje się na placu Krasnopriesnenskaja Zastawa.

## Wystrój
Stacja jest trzykomorowa, jednopoziomowa, posiada jeden peron. Stacja posiada dwa rzędy 26 kolumn pokrytych różowym marmurem. Ściany nad torami pokryto szarym marmurem i przyozdobiono panelami z anodyzowanego aluminium przedstawiającymi pochodnie i metalowymi z liczbą 1905. Podłogi wyłożono szarym granitem. Południowy westybul posiada pomnik rewolucji 1905 roku i mozaiki przedstawiające tamte wydarzenia.

## Galeria

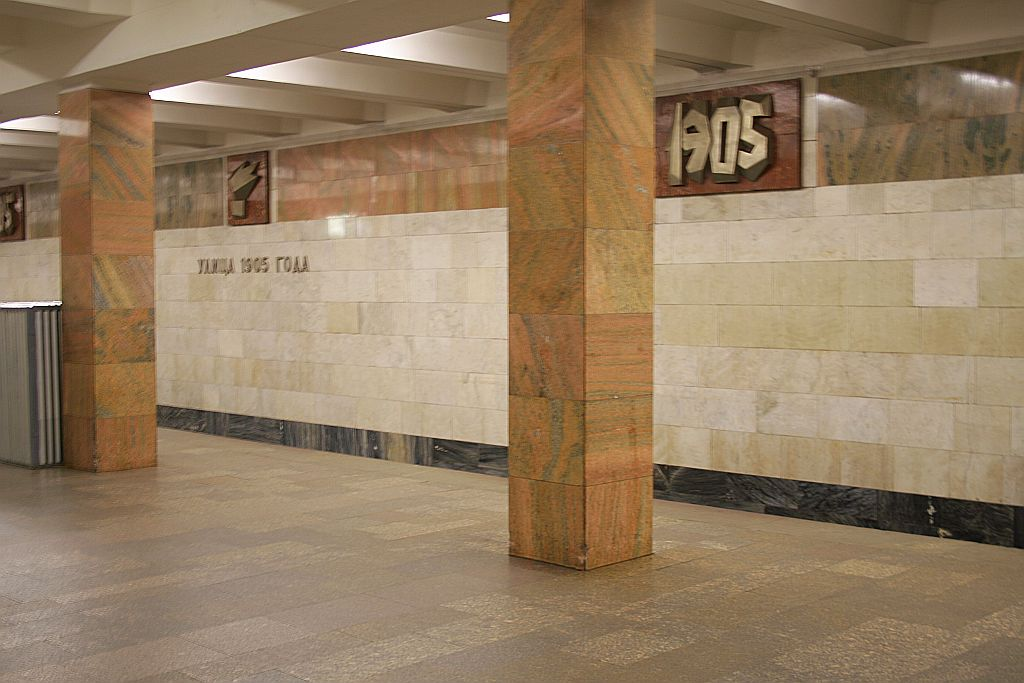
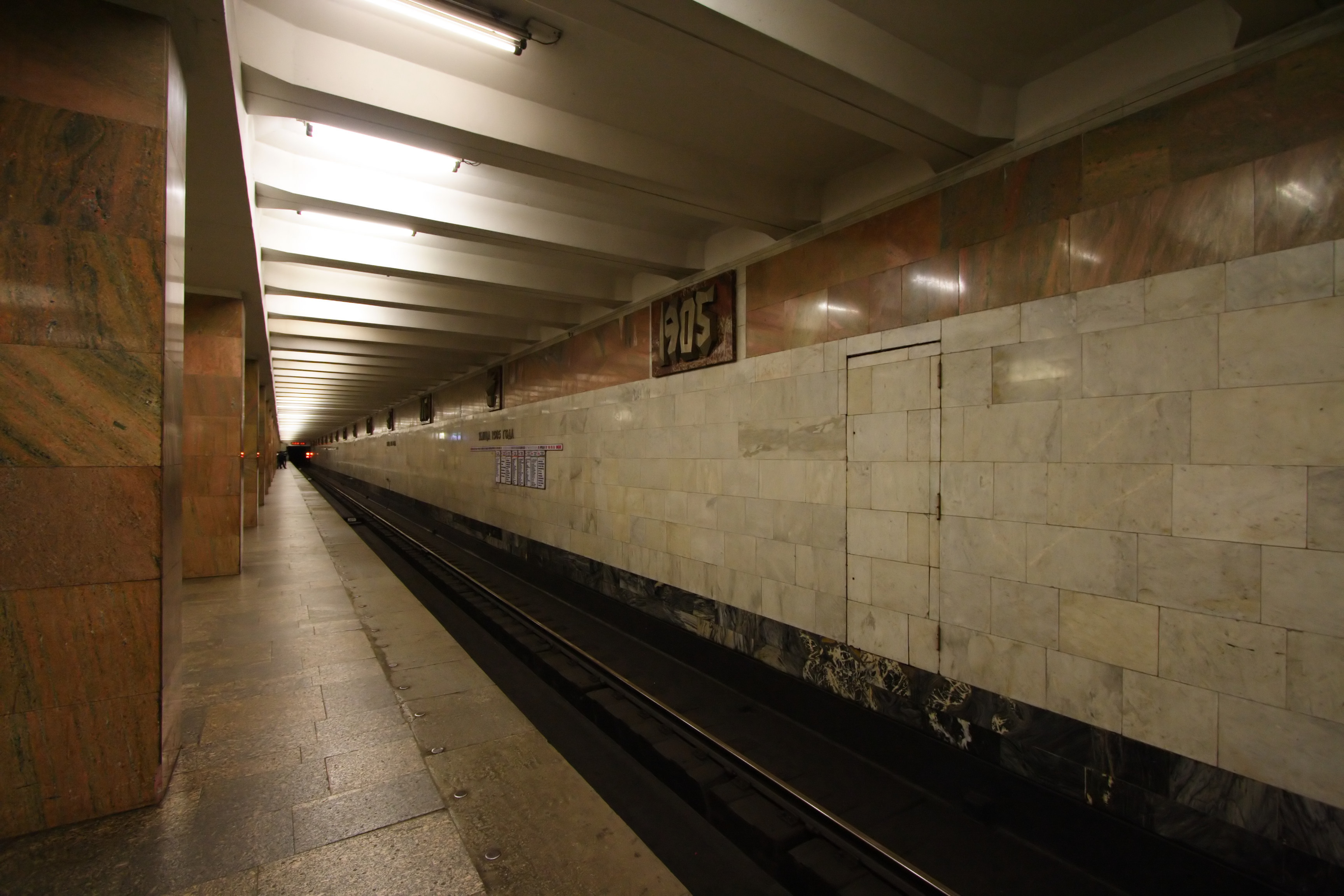
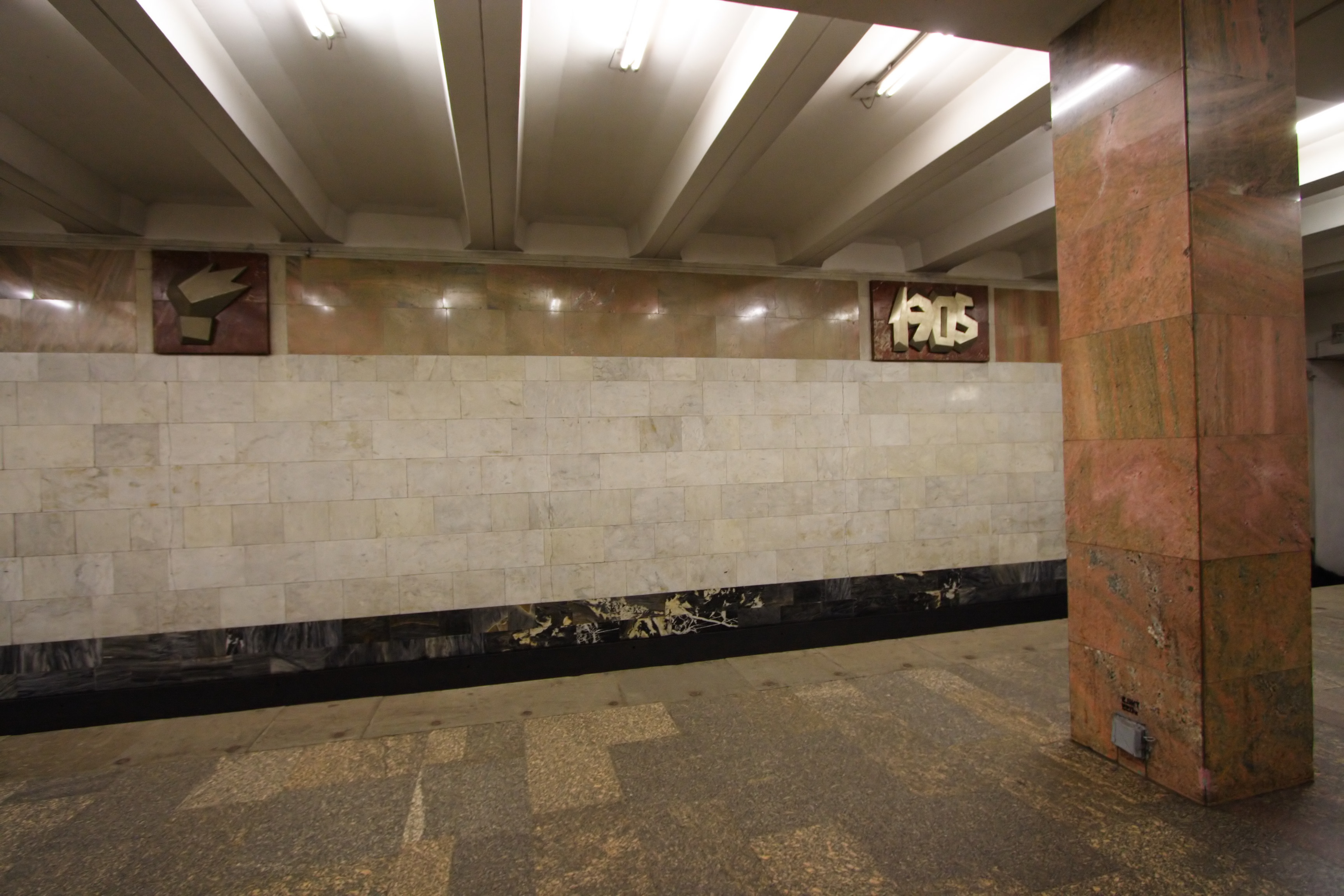